# メデア (アルジェリア)
メデア(アラビア語：المدية)はアルジェリア北部のメデア県の県都。
2008年の人口は約14.5万人だった。
首都アルジェの約83km南に位置する。
現在のメデアはローマの古代都市の上に建っている。

## 歴史
11世紀、バヌーヒラル人とバヌースライム人がベルベル人を破り、この地に入植した。
彼らはアラブ化し、ベルベル人と混ざっていった。

1548年、ティッテリ首長国が建国された。
メデアはその首都だった。
1837年、タフナ条約の後も、アブド・アルカーディルはメデアでフランスに抵抗した。
しかし後にフランスは全アルジェリアを占領した。
1962年、アルジェリアがフランスから独立し、軍政が終了した。

## 経済

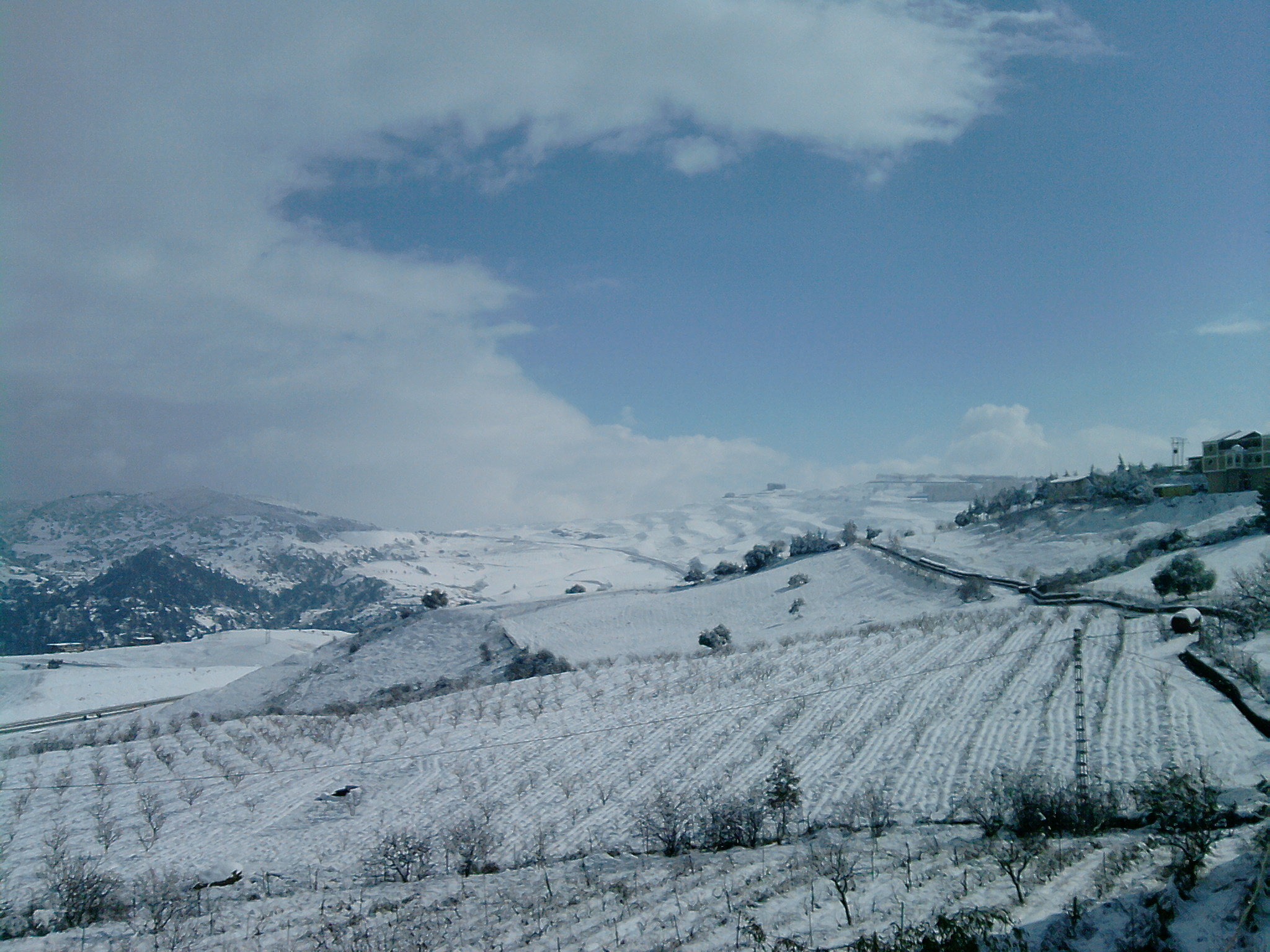
2012年冬、雪のメデア

アルジェリア最大の製薬会社がメデアに有る。
靴工場がタクボウとムサラーに建てられた。